# RK Viro Virovitica
Rukometni klub "Viro" Virovitica muški je rukometni klub iz Virovitice, Virovitičko-podravska županija. U sezoni 2018./19. klub nastupa u 1. HRL - Sjever.

## O klubu
Rukometni klub u Virovitici je osnovan 1949. godine pri športskom društvu "Mladost". 1950. godine mijenja ime u "Lokomotiva". Od 1950. do 1952. sudjeluje na Prvenstvu Hrvatske u velikom rukometu. Klub je domaćin prvog Prvenstva Jugoslavije u rukometu 1953. godine, na kojemu postaje doprvak.  Iste godine "Lokomotiva" igra i međunarodnu utakmicu velikog rukometa protiv "Wiener Sport Cluba" iz Beča. U sljedećim godinama momčad "Lokomotive" nije uspješna, a primat u Virovitici preuzimaju "Drvodjelac" i "Partizan". "Drvodjelac" osvaja Kup Hrvatske 1955. i sudjeluje na završnici Kupa Jugoslavije, gdje osvaja 6. mjesto. "Drvodjelac" je 1963. trećeplasirani, a 1964. godine osvaja Prvenstvo Hrvatske. Tada dolazi do spajanja "Drvodjelca" i "Lokomotive" i novi klub nastavlja pod imenom "Drvodjelac", ali se ne uspijeva kvalificirati u Saveznu ligu. Od 1973. godine klub djeluje pod nazivom "Virovitica", igrajući pretežno u Hrvatskoj regionalnoj ligi - Sjever. 
Osamostaljenjem Hrvatske, "Virovitica" igra u 1. B ligi - Sjever, koju osvaja u sezoni 1998./99., ali ne ulazi u 1. A ligu. Od sezone 2001./02. klub igra u 2. HRL Sjever. Od sezone 2003./04. klub nosi ime po glavnom sponzoru - šećerani "Viro" - "Viro Virovitica". 
U sezoni 2016./17. klub osvaja Drugu HRL - Sjever i ulazi u Prvu HRL - Sjever u kojoj se i danas natječe.
Pri klubu ("Lokomotiva", "Drvodjelac") je uspješno djelovala ženska ekipa, koja 1974. postaje današnji "TVIN"

## Uspjesi
Prvenstvo Jugoslavije u rukometu
- doprvak: 1953.

Prvenstvo SR Hrvatske
- prvak: 1964. ("Drvodjelac")

1. B HRL
- prvak: 1998./99. (Sjever)

1. HRL
- 3.mjesto: 2018./19. (Sjever)

2. HRL
- prvak: 2016./17. (Sjever)

Kup SR Hrvatske
- pobjednik: 1955. ("Drvodjelac")

Prvenstvo SR Hrvatske za omladince
- prvak: 1966.

Prvenstvo SR Hrvatske za pionire
- prvak: 1953., 1964.,

## Vanjske poveznice
- rk-viro-virovitica.com - službene stranice  Arhivirana inačica izvorne stranice od 12. listopada 2018. (Wayback Machine)
- furkisport.hr/hrs, Viro Virovitica, natjecanja po sezonama
- sportilus.com, Rukometni klub VIRO Virovitica